# Beulah (Wyoming)
Beulah es un lugar designado por el censo (en inglés, census-designated place, CDP) ubicado en el condado de Crook, Wyoming, Estados Unidos. Según el censo de 2020, tiene una población de 84 habitantes.

## Geografía
La localidad está ubicada en las coordenadas 44°32′45″N 104°4′58″O / 44.54583, -104.08278 (44.545961, -104.08279).